# Lago Cochrane
Der Lago Cochrane ist ein binationaler See im Süden von Chile und Argentinien. Er wird in Chile als Lago Cochrane und in Argentinien als Lago Pueyrredón bezeichnet. Der See liegt in der Region XI (Chile) bzw. in der Provinz Santa Cruz (Argentinien). Die Kleinstadt Cochrane befindet sich ungefähr fünf Kilometer westlich des Sees am Río Cochrane.
Der See wurde nach Thomas Cochrane bzw. nach Juan Martín de Pueyrredón benannt.
Der 112 m über dem Meeresspiegel gelegene See hat eine Oberfläche von 320 km² (davon 176,25 km² in Chile und 145 km² in Argentinien), eine Länge von 68 km (davon 20 km in Argentinien) und eine maximale Breite von 6,8 km. Seine maximale Tiefe liegt bei 300 m.
Nördlich des Sees wurde auf chil. Seite 1967 ein Nationalpark (spanisch Reserva Nacional Lago Cochrane o Tamango) eingerichtet.